# Sebastián González (calciatore 2003)
Sebastián González Baquero (6 giugno 2003) è un calciatore ecuadoriano, centrocampista dell'Al-Uruba in prestito dallo Shabab Al-Ahli.

## Carriera

### Club
Cresciuto nel settore giovanile del LDU Quito, ha esordito in prima squadra il 17 luglio 2021 in occasione della vittoria esterna per 1-0 contro il Téc. Universitario in Primera Categoría Serie A.

### Nazionale
Nel 2023 è stato convocato dalla nazionale Under-20 ecuadoriana per il campionato sudamericano di categoria.
Il 9 maggio 2023, viene incluso da Miguel Bravo nella rosa della nazionale Under-20 partecipante al Mondiale di categoria in Argentina.

## Statistiche

### Presenze e reti nei club
Statistiche aggiornate al 2 giugno 2023.
| Stagione        | Squadra         | Campionato      | Campionato | Campionato | Coppe nazionali | Coppe nazionali | Coppe nazionali | Coppe continentali | Coppe continentali | Coppe continentali | Altre coppe | Altre coppe | Altre coppe | Totale | Totale |
| Stagione        | Squadra         | Comp            | Pres       | Reti       | Comp            | Pres            | Reti            | Comp               | Pres               | Reti               | Comp        | Pres        | Reti        | Pres   | Reti   |
| --------------- | --------------- | --------------- | ---------- | ---------- | --------------- | --------------- | --------------- | ------------------ | ------------------ | ------------------ | ----------- | ----------- | ----------- | ------ | ------ |
| 2021            | LDU Quito       | A               | 9          | 1          | CE              | -               | -               | CL+CS              | 0                  | 0                  | SE          | 2           | 0           | 11     | 1      |
| 2022            | LDU Quito       | A               | 19         | 2          | CE              | 2               | 0               | CS                 | 2                  | 0                  |             | -           | -           | 23     | 2      |
| 2023            | LDU Quito       | A               | 4          | 1          | CE              | 0               | 0               | CS                 | 3                  | 0                  |             | -           | -           | 7      | 1      |
| Totale carriera | Totale carriera | Totale carriera | 32         | 4          |                 | 2               | 0               |                    | 5                  | 0                  |             | 2           | 0           | 41     | 4      |

### Cronologia presenze e reti in nazionale
| Cronologia completa delle presenze e delle reti in nazionale ― Ecuador under 20 | Cronologia completa delle presenze e delle reti in nazionale ― Ecuador under 20 | Cronologia completa delle presenze e delle reti in nazionale ― Ecuador under 20 | Cronologia completa delle presenze e delle reti in nazionale ― Ecuador under 20 | Cronologia completa delle presenze e delle reti in nazionale ― Ecuador under 20 | Cronologia completa delle presenze e delle reti in nazionale ― Ecuador under 20 | Cronologia completa delle presenze e delle reti in nazionale ― Ecuador under 20 | Cronologia completa delle presenze e delle reti in nazionale ― Ecuador under 20 |
| Data                                                                            | Città                                                                           | In casa                                                                         | Risultato                                                                       | Ospiti                                                                          | Competizione                                                                    | Reti                                                                            | Note                                                                            |
| ------------------------------------------------------------------------------- | ------------------------------------------------------------------------------- | ------------------------------------------------------------------------------- | ------------------------------------------------------------------------------- | ------------------------------------------------------------------------------- | ------------------------------------------------------------------------------- | ------------------------------------------------------------------------------- | ------------------------------------------------------------------------------- |
| 20-1-2023                                                                       | Cali                                                                            | Ecuador under 20                                                                | 1 – 1                                                                           | Cile under 20                                                                   | Sudamericano Under-20 2023 - Prima fase                                         | -                                                                               |                                                                                 |
| 22-1-2023                                                                       | Cali                                                                            | Bolivia under 20                                                                | 0 – 1                                                                           | Ecuador under 20                                                                | Sudamericano Under-20 2023 - Prima fase                                         | -                                                                               | 84’                                                                             |
| 26-1-2023                                                                       | Cali                                                                            | Venezuela under 20                                                              | 1 – 0                                                                           | Ecuador under 20                                                                | Sudamericano Under-20 2023 - Prima fase                                         | -                                                                               | 46’                                                                             |
| 31-1-2023                                                                       | Bogotà                                                                          | Brasile under 20                                                                | 3 – 1                                                                           | Ecuador under 20                                                                | Sudamericano Under-20 2023 - Girone finale                                      | 1                                                                               | 66’                                                                             |
| 3-2-2023                                                                        | Bogotà                                                                          | Uruguay under 20                                                                | 2 – 1                                                                           | Ecuador under 20                                                                | Sudamericano Under-20 2023 - Girone finale                                      | -                                                                               | 75’                                                                             |
| 9-2-2023                                                                        | Bogotà                                                                          | Ecuador under 20                                                                | 1 – 1                                                                           | Venezuela under 20                                                              | Sudamericano Under-20 2023 - Girone finale                                      | -                                                                               | 29’                                                                             |
| 12-2-2023                                                                       | Bogotà                                                                          | Ecuador under 20                                                                | 2 – 1                                                                           | Paraguay under 20                                                               | Sudamericano Under-20 2023 - Girone finale                                      | -                                                                               | 58’                                                                             |
| 20-5-2023                                                                       | San Juan                                                                        | Stati Uniti under 20                                                            | 1 – 0                                                                           | Ecuador under 20                                                                | Mondiali Under-20 2023 - 1º turno                                               | -                                                                               | 88’                                                                             |
| 23-5-2023                                                                       | San Juan                                                                        | Ecuador under 20                                                                | 2 – 1                                                                           | Slovacchia under 20                                                             | Mondiali Under-20 2023 - 1º turno                                               | -                                                                               |                                                                                 |
| 26-5-2023                                                                       | Santiago del Estero                                                             | Ecuador under 20                                                                | 9 – 0                                                                           | Figi under 20                                                                   | Mondiali Under-20 2023 - 1º turno                                               | -                                                                               |                                                                                 |
| 1º-6-2023                                                                       | Santiago del Estero                                                             | Ecuador under 20                                                                | 2 – 3                                                                           | Corea del Sud under 20                                                          | Mondiali Under-20 2023 - Ottavi di finale                                       | 1                                                                               |                                                                                 |
| Totale                                                                          |                                                                                 | Presenze                                                                        | 11                                                                              |                                                                                 | Reti                                                                            | 2                                                                               |                                                                                 |

## Palmarès

### Club

#### Competizioni nazionali
- Supercoppa ecuadoriana: 1

LDU Quito: 2021
- Campionato ecuadoriano: 1

LDU Quito: 2023
- Supercoppa degli Emirati Arabi Uniti: 1

Shabab Al-Ahli: 2024

#### Competizioni internazionali
- Coppa Sudamericana: 1

LDU Quito: 2023